# Мисоол
Мисоол (индон. Pulau Misool) — один из островов архипелага Раджа-Ампат. В административном отношении относится к индонезийской провинции Юго-Западное Папуа.
Площадь острова составляет 2033,6 км²; длина береговой линии — 269,5 км. Самая высокая точка — 561 м над уровнем моря. Расположен к юго-западу от острова Салавати, к западу от Новой Гвинеи и к северу от острова Серам. На юге омывается водами моря Серам.